# Canton de Mérignac-2
Pour les articles homonymes, voir Canton de Mérignac (homonymie).
Le canton de Mérignac-2 est une circonscription électorale française située dans le département de la Gironde et la région Nouvelle-Aquitaine.

## Géographie
Ce canton est organisé autour de Mérignac dans l'arrondissement de Bordeaux. Son altitude varie de 12 m (Mérignac) à 61 m (Saint-Jean-d'Illac) pour une altitude moyenne de 38 m.

## Histoire
Le canton de Mérignac-2 a été créé par décret du 15 janvier 1982 à la suite de la scission du canton de Mérignac.
Un nouveau découpage territorial de la Gironde (département) entre en vigueur à l'occasion des premières élections départementales suivant le décret du 20 février 2014. Les conseillers départementaux sont, à compter de ces élections, élus au scrutin majoritaire binominal mixte. Les électeurs de chaque canton élisent au Conseil départemental, nouvelle appellation du Conseil général, deux membres de sexe différent, qui se présentent en binôme de candidats. Les conseillers départementaux sont élus pour 6 ans au scrutin binominal majoritaire à deux tours, l'accès au second tour nécessitant 12,5 % des inscrits au 1er tour. En outre la totalité des conseillers départementaux est renouvelée. Ce nouveau mode de scrutin nécessite un redécoupage des cantons dont le nombre est divisé par deux avec arrondi à l'unité impaire supérieure si ce nombre n'est pas entier impair, assorti de conditions de seuils minimaux. Dans la Gironde, le nombre de cantons passe ainsi de 63 à 33. Le nouveau canton de Mérignac-2 reste inchangé. Il est formé de deux communes et d'une fraction de la commune de Mérignac. Il est entièrement inclus dans l'arrondissement de Bordeaux. Le bureau centralisateur est situé à Mérignac.

## Représentation

### Représentation avant 2015
| Période | Période | Identité        | Étiquette | Qualité                                                                                  |
| ------- | ------- | --------------- | --------- | ---------------------------------------------------------------------------------------- |
| 1982    | 1985    | Michel Férillot | PS        | Conseiller municipal de Mérignac                                                         |
| 1985    | 1998    | Pierre Favre    | UDF       | Ingénieur électronicien Maire de Saint-Jean-d'Illac de 1983 à 2007 Député de 1993 à 1997 |
| 1998    | 2015    | Jacques Fergeau | PS        | Maire de Saint-Jean-d'Illac (2008-2014)                                                  |

### Représentation après 2015
| Période élective | Période élective | Mandat | Mandat           | Identité             | Nuance | Nuance | Qualité |
| ---------------- | ---------------- | ------ | ---------------- | -------------------- | ------ | ------ | --- |
| 2015             | 2021             | 2015   | 2021             | Arnaud Arfeuille     |        | PS     | Chef de projet Transformation Réseau Caisse Nationale Déléguée pour la Sécurité Sociale des Travailleurs Indépendants Président de la commission Attractivité territoriale et initiative économique locale conseiller municipal délégué de Mérignac aux seniors et au bien vieillir et délégué de quartier Capeyron |
| 2015             | 2021             | 2015   | 2021             | Cécile Saint Marc    |        | PS     | Professeure Adjointe au maire de Mérignac Vice-présidente du conseil départemental |
| 2021             | 2028             | 2021   | en cours         | Arnaud Arfeuille     |        | PS     | Directeur adjoint d'un organisme de sécurité sociale conseiller municipal délégué de Mérignac 2ème Vice-Président (administration générale, finances et modernisation de l'action publique) |
| 2021             | 2028             | 2021   | 2024 (démission) | Marie Récalde        |        | PS     | Avocate, adjointe au maire de Mérignac, Députée depuis juillet 2024 |
| 2021             | 2028             | 2024   | en cours         | Amélie Bosset-Audoit |        | PS     | Orthophoniste, conseillère municipale de Mérignac |

### Résultats détaillés

#### Élections de mars 2015
À l'issue du premier tour des élections départementales de 2015, deux binômes sont en ballottage : Arnaud Arfeuille et Cécile Saint Marc (Union de la gauche, 31,88 %) et Rémi Cocuelle et Denise Fumat (Union de la droite, 27,57 %). Le taux de participation est de 47,28 % (15 108 votants sur 31 957 inscrits) contre 50,55 % au niveau départemental et 50,17 % au niveau national.
Au second tour, Arnaud Arfeuille et Cécile Saint Marc (Union de la gauche) sont élus avec 52,77 % des suffrages exprimés et un taux de participation de 45,14 % (7 009 voix pour 14 425 votants et 31 957 inscrits).

#### Élections de juin 2021
Le premier tour des élections départementales de 2021 est marqué par un très faible taux de participation (33,26 % au niveau national). Dans le canton de Mérignac-2, ce taux de participation est de 32,14 % (11 005 votants sur 34 243 inscrits) contre 33,41 % au niveau départemental. À l'issue de ce premier tour, deux binômes sont en ballottage : Arnaud Arfeuille et Marie Recalde (PS, 30,84 %) et Anne-Claire Mosoll et Jérôme Pescina (DVD, 22,55 %).
Le second tour des élections est marqué une nouvelle fois par une abstention massive équivalente au premier tour. Les taux de participation sont de 34,36 % au niveau national, 33,6 % dans le département et 31,87 % dans le canton de Mérignac-2. Arnaud Arfeuille et Marie Recalde (PS) sont élus avec 56,79 % des suffrages exprimés (5 773 voix pour 10 913 votants et 34 247 inscrits),,. 

## Composition
| Nom                              | Code Insee | Intercommunalité    | Superficie (km2) | Population (dernière pop. légale)                | Densité (hab./km2) | Modifier                                    |
| -------------------------------- | ---------- | ------------------- | ---------------- | ------------------------------------------------ | ------------------ | ------------------------------------------- |
| Mérignac (bureau centralisateur) | 33281      | Bordeaux Métropole  | 48,17            | Fraction : 34 932 (2022) Commune : 77 136 (2022) | 1 601              | modifier les données · modifier les données |
| Martignas-sur-Jalle              | 33273      | Bordeaux Métropole  | 26,39            | 7 959 (2022)                                     | 302                | modifier les données · modifier les données |
| Saint-Jean-d'Illac               | 33422      | CC Jalle Eau Bourde | 120,58           | 9 702 (2022)                                     | 80                 | modifier les données · modifier les données |
| Canton de Mérignac-2             | 3319       |                     |                  | 52 593 (2022)                                    |                    | modifier les données                        |

Le canton de Mérignac-2 n'a pas été modifié par le redécoupage de 2014. Il comprend :
1. deux communes entières,
2. la partie de la commune de Mérignac non incluse dans le canton de Mérignac-1.

## Démographie

### Démographie avant 2015
| 1982 | 1990   | 1999   | 2006   | 2011   | 2012   |
| ---- | ------ | ------ | ------ | ------ | ------ |
| -    | 35 021 | 39 262 | 43 467 | 44 288 | 45 044 |

### Démographie depuis 2015
En 2022, le canton comptait 52 593 habitants, en évolution de +10,45 % par rapport à 2016 (Gironde : +6,91 %, France hors Mayotte : +2,11 %).
| 2013   | 2018   | 2022   |
| ------ | ------ | ------ |
| 45 841 | 49 131 | 52 593 |